# Confederación Panamericana de Fútbol
La Confederación Panamericana de Fútbol (CPF) fue una confederación de fútbol formada en 1946 en un intento de unir a todos los países de América en una sola confederación. Estaba conformada por la Confederación Norteamericana de Fútbol (NAFC), Confederación Centroamericana y del Caribe de Fútbol (CCCF) y la Confederación Sudamericana de Fútbol (CONMEBOL).
El único logro del organismo fue organizar el Campeonato Panamericano de Fútbol. El campeonato se llevó a cabo tres veces y fue ganado dos veces por Brasil y una por Argentina.
En 1961 la CPF se disolvió con la salida de la CONMEBOL. Ese mismo año la NAFC y la CCCF se fusionaron para formar la CONCACAF hoy en día la Confederación de Norteamérica, Centroamérica y el Caribe de Fútbol. A pesar de ello hay ideologías o propuestas que sostienen que por cuestiones geográficas ambas confederaciones deberían estar unidas en una sola confederación.
Aunque la CPF se haya disuelto, tanto CONMEBOL como CONCACAF han invitado a algunos de sus equipos a participar en sus principales competiciones de fútbol, como la Copa América y la Copa Oro, siendo también coorganizantes de la Copa América Centenario donde participaron seis equipos de la CONCACAF además de los diez de la CONMEBOL. La realización de esta última ha despertado el interés de que se vuelvan a organizar torneos entre ambas confederaciones.

## Competiciones organizadas

### Campeonato Panamericano de Fútbol
Estos han sido los torneos continentales donde selecciones de ambas confederaciones han participado.
| Torneo absoluto                               | Ediciones | Último campeón | Más campeonatos |
| --------------------------------------------- | --------- | -------------- | --------------- |
| Campeonato Panamericano de Fútbol (1949-1961) | 3         | Argentina      | Brasil (2)      |

## Resultados
Este es el cuadro de honor de torneos en los que participaron selecciones de ambas confederaciones.
| Edición           | Organizador    | Campeón        | Resultado             | Subcampeón     | Tercer lugar      | Resultado             | Cuarto lugar   |
| ----------------- | -------------- | -------------- | --------------------- | -------------- | ----------------- | --------------------- | -------------- |
| 1952 Panamericano | Chile          | Brasil         | Lig.                  | Chile          | Uruguay           | Lig.                  | Perú           |
| 1956 Panamericano | México         | Brasil         | Lig.                  | Argentina      | Costa Rica        | Lig.                  | Perú           |
| 1960 Panamericano | Costa Rica     | Argentina      | Lig.                  | Brasil         | México            | Lig.                  | Costa Rica     |
| 1993 Copa América | Ecuador        | Argentina      | 2-1                   | México         | Colombia          | 1-0                   | Ecuador        |
| 1995 Copa América | Uruguay        | Uruguay        | 1-1 (5-3 pen.)        | Brasil         | Colombia          | 4-1                   | Estados Unidos |
| 1996 Copa Oro     | Estados Unidos | México         | 2-0                   | Brasil         | Estados Unidos    | 3-0                   | Guatemala      |
| 1997 Copa América | Bolivia        | Brasil         | 3-1                   | Bolivia        | México            | 1-0                   | Perú           |
| 1998 Copa Oro     | Estados Unidos | México         | 1-0                   | Estados Unidos | Brasil            | 1-0                   | Jamaica        |
| 1999 Copa América | Paraguay       | Brasil (6)     | 3-0                   | Uruguay        | México            | 2-1                   | Chile          |
| 2000 Copa Oro     | Estados Unidos | Canadá         | 2-0                   | Colombia       | Trinidad y Tobago | -                     | Perú           |
| 2001 Copa América | Colombia       | Colombia       | 1-0                   | México         | Honduras          | 2-2 (5-4 pen.)        | Uruguay        |
| 2002 Copa Oro     | Estados Unidos | Estados Unidos | 2-0                   | Costa Rica     | Canadá            | 2-0                   | Corea del Sur  |
| 2003 Copa Oro     | México         | México         | 1-0 (g.o.)            | Brasil         | Estados Unidos    | 3-2                   | Costa Rica     |
| 2004 Copa América | Perú           | Brasil         | 2-2 (4-2 pen.)        | Argentina      | Uruguay           | 2-1                   | Colombia       |
| 2005 Copa Oro     | Estados Unidos | Estados Unidos | 0-0 (3-1 pen.)        | Panamá         | Honduras          | -                     | Colombia       |
| 2007 Copa América | Venezuela      | Brasil         | 3-0                   | Argentina      | México            | 3-1                   | Uruguay        |
| 2011 Copa América | Argentina      | Uruguay        | 3-0                   | Paraguay       | Perú              | 4-1                   | Venezuela      |
| 2015 Copa América | Chile          | Chile          | 0-0 (pró.) (4-1 pen.) | Argentina      | Perú              | 2-0                   | Paraguay       |
| 2016 Copa América | Estados Unidos | Chile          | 0-0 (pró.) (4-2 pen.) | Argentina      | Colombia          | 1-0                   | Estados Unidos |
| 2024 Copa América | Estados Unidos | Argentina      | 1-0 (pró.)            | Colombia       | Uruguay           | 2-2 (pró.) (4-3 pen.) | Canadá         |

### Torneos de selecciones
| \| Torneo \| Última edición \| Campeón vigente \| \| Selecciones absolutas \| Selecciones absolutas \| Selecciones absolutas \| \| -------------------------------------------- \| ------------------------------- \| --------------------- \| \| Copa América \| Estados Unidos 2016 \| Chile \| \| Clasificación para la Copa Mundial de Fútbol \| Rusia 2018 \| Brasil \| \| Juegos Panamericanos \| Toronto 2015 \| Brasil \| \| Juegos Centroamericanos y del Caribe \| Barranquilla 2018 \| México \| \| Copa América Femenina \| Chile 2018 \| Brasil \| \| Copa de Oro de la Concacaf \| Estados Unidos 2017 \| Estados Unidos \| \| Copa Concacaf \| Estados Unidos 2015 \| México \| \| Clasificación de la Concacaf para el Mundial \| Clasificación Rusia 2018 \| México \| \| Preolímpico de Concacaf \| Estados Unidos 2015 \| México \| \| Juegos Panamericanos \| Toronto 2015 \| Uruguay \| \| Juegos Centroamericanos y del Caribe \| Barranquilla 2018 \| Colombia \| \| Copa Centroamericana \| Panamá 2017 \| Honduras \| \| Copa del Caribe \| Martinica 2017 \| Curazao \| \| Premundial Femenino de Concacaf \| Estados Unidos 2014 \| Estados Unidos \| \| Preolímpico femenino de Concacaf \| Estados Unidos 2016 \| Estados Unidos \| \| Selecciones juveniles \| \| \| \| Campeonato Sudamericano de Fútbol Sub-20 \| Ecuador 2017 \| Uruguay \| \| Campeonato Sudamericano de Fútbol Sub-17 \| Chile 2017 \| Brasil \| \| Campeonato Sudamericano de Fútbol Sub-15 \| Argentina 2017 \| Argentina \| \| Campeonato Sudamericano Femenino Sub-20 \| Ecuador 2018 \| Brasil \| \| Campeonato Sudamericano Femenino Sub-17 \| Argentina 2018 \| Brasil \| \| Campeonato Sub-20 de la Concacaf \| Costa Rica 2017 \| Estados Unidos \| \| Campeonato Sub-17 de la Concacaf \| Panamá 2017 \| México \| \| Campeonato Sub-15 de la Concacaf \| Estados Unidos 2017 \| México \| \| Campeonato Femenino Sub-15 de la Concacaf \| Islas Caimán 2014 \| Canadá \| \| Campeonato Femenino Sub-17 de la Concacaf \| Estados Unidos y Nicaragua 2018 \| Estados Unidos \| \| Campeonato Femenino Sub-20 de la Concacaf \| Trinidad y Tobago 2018 \| México \| \| Fútbol sala \| \| \| \| Copa América de Futsal \| Argentina 2017 \| Brasil \| \| Eliminatorias Sudamericanas de Futsal \| Paraguay 2016 \| Brasil \| \| Sudamericano Femenino de Futsal \| Uruguay 2017 \| Brasil \| \| Sudamericano de Futsal Sub-20 \| Uruguay 2016 \| Argentina \| \| Sudamericano de Futsal Sub-18 \| Paraguay 2018 \| Brasil \| \| Sudamericano de Futsal Sub-17 \| Brasil 2016 \| Brasil \| \| Campeonato de Futsal de Concacaf \| Costa Rica 2016 \| Costa Rica \| \| Fútbol playa \| \| \| \| Campeonato de Fútbol Playa de Conmebol \| Paraguay 2017 \| Brasil \| \| Copa América de Fútbol Playa \| Perú 2018 \| Brasil \| \| Sudamericano de Fútbol Playa Sub-20 \| Uruguay 2017 \| Brasil \| \| Campeonato de Fútbol Playa de Concacaf \| Bahamas 2017 \| Panamá \| \| Copa Centroamericana de Fútbol Playa \| El Salvador 2016 \| El Salvador \| \| Competiciones amistosas y oficiales \| \| \| \| Superclásico de las Américas \| Australia 2017 \| Argentina \| \| Copa Artemio Franchi \| Argentina 1993 \| Argentina \| Brasil tiene el récord de haber ganado todas competiciones de selecciones actuales. |                                 |                 |
| Torneo | Última edición                  | Campeón vigente |
| Selecciones absolutas |                                 |                 |
| Copa América | Estados Unidos 2016             | Chile           |
| Clasificación para la Copa Mundial de Fútbol | Rusia 2018                      | Brasil          |
| Juegos Panamericanos | Toronto 2015                    | Brasil          |
| Juegos Centroamericanos y del Caribe | Barranquilla 2018               | México          |
| Copa América Femenina | Chile 2018                      | Brasil          |
| Copa de Oro de la Concacaf | Estados Unidos 2017             | Estados Unidos  |
| Copa Concacaf | Estados Unidos 2015             | México          |
| Clasificación de la Concacaf para el Mundial | Clasificación Rusia 2018        | México          |
| Preolímpico de Concacaf | Estados Unidos 2015             | México          |
| Juegos Panamericanos | Toronto 2015                    | Uruguay         |
| Juegos Centroamericanos y del Caribe | Barranquilla 2018               | Colombia        |
| Copa Centroamericana | Panamá 2017                     | Honduras        |
| Copa del Caribe | Martinica 2017                  | Curazao         |
| Premundial Femenino de Concacaf | Estados Unidos 2014             | Estados Unidos  |
| Preolímpico femenino de Concacaf | Estados Unidos 2016             | Estados Unidos  |
| Selecciones juveniles |                                 |                 |
| Campeonato Sudamericano de Fútbol Sub-20 | Ecuador 2017                    | Uruguay         |
| Campeonato Sudamericano de Fútbol Sub-17 | Chile 2017                      | Brasil          |
| Campeonato Sudamericano de Fútbol Sub-15 | Argentina 2017                  | Argentina       |
| Campeonato Sudamericano Femenino Sub-20 | Ecuador 2018                    | Brasil          |
| Campeonato Sudamericano Femenino Sub-17 | Argentina 2018                  | Brasil          |
| Campeonato Sub-20 de la Concacaf | Costa Rica 2017                 | Estados Unidos  |
| Campeonato Sub-17 de la Concacaf | Panamá 2017                     | México          |
| Campeonato Sub-15 de la Concacaf | Estados Unidos 2017             | México          |
| Campeonato Femenino Sub-15 de la Concacaf | Islas Caimán 2014               | Canadá          |
| Campeonato Femenino Sub-17 de la Concacaf | Estados Unidos y Nicaragua 2018 | Estados Unidos  |
| Campeonato Femenino Sub-20 de la Concacaf | Trinidad y Tobago 2018          | México          |
| Fútbol sala |                                 |                 |
| Copa América de Futsal | Argentina 2017                  | Brasil          |
| Eliminatorias Sudamericanas de Futsal | Paraguay 2016                   | Brasil          |
| Sudamericano Femenino de Futsal | Uruguay 2017                    | Brasil          |
| Sudamericano de Futsal Sub-20 | Uruguay 2016                    | Argentina       |
| Sudamericano de Futsal Sub-18 | Paraguay 2018                   | Brasil          |
| Sudamericano de Futsal Sub-17 | Brasil 2016                     | Brasil          |
| Campeonato de Futsal de Concacaf | Costa Rica 2016                 | Costa Rica      |
| Fútbol playa |                                 |                 |
| Campeonato de Fútbol Playa de Conmebol | Paraguay 2017                   | Brasil          |
| Copa América de Fútbol Playa | Perú 2018                       | Brasil          |
| Sudamericano de Fútbol Playa Sub-20 | Uruguay 2017                    | Brasil          |
| Campeonato de Fútbol Playa de Concacaf | Bahamas 2017                    | Panamá          |
| Copa Centroamericana de Fútbol Playa | El Salvador 2016                | El Salvador     |
| Competiciones amistosas y oficiales |                                 |                 |
| Superclásico de las Américas | Australia 2017                  | Argentina       |
| Copa Artemio Franchi | Argentina 1993                  | Argentina       |

### Torneos de clubes
Según la página oficial de la Confederación Sudamericana de Fútbol, existen 17 competiciones masculinas reconocidas por la entidad, de ellas 5 actualmente en juego (1 organizada por la FIFA pero con participación sudamericana) y 12 discontinuadas.
| \| Torneo \| Última edición \| Campeón vigente \| \| Competiciones absolutas de clubes \| Competiciones absolutas de clubes \| Competiciones absolutas de clubes \| \| ----------------------------------------------------------------------- \| --------------------------------- \| --------------------------------- \| \| Copa Libertadores \| Edición 2021 \| Palmeiras \| \| Copa Sudamericana \| Edición 2021 \| Athletico Paranaense \| \| Recopa Sudamericana \| Edición 2022 \| Palmeiras \| \| Liga de Campeones de la Concacaf \| Edición 2022 \| Seattle Sounders \| \| Liga Concacaf \| Edición 2021 \| Comunicaciones \| \| Campeonato de Clubes de la CFU \| Edición 2022 \| Violette \| \| CONCACAF Caribbean Club Shield \| Edición 2022 \| Bayamón \| \| Campeones Cup \| 2021 \| Columbus Crew \| \| Leagues Cup \| 2023 \| Inter Miami \| \| Copa Conmebol Libertadores Femenina \| Edición 2021 \| Corinthians \| \| Competiciones absolutas de clubes organizadas con otras confederaciones \| \| \| \| Copa Suruga Bank \| Edición 2019 \| Athletico Paranaense \| \| Competiciones juveniles de clubes \| \| \| \| Copa Libertadores Sub-20 \| Edición 2022 \| Peñarol \| \| Liga de Desarrollo Masculino Sub-13[5] \| Edición 2018 \| Internacional \| \| Liga de Desarrollo Femenino Sub-14[5] \| Edición 2018 \| Selección de Santander \| \| Liga de Desarrollo Femenino Sub-16[5] \| Edición 2018 \| São Paulo \| \| Fútbol sala \| \| \| \| Copa Libertadores de fútbol sala \| Edición 2021 \| San Lorenzo de Almagro \| \| Copa Libertadores de Futsal Femenino \| Edición 2022 \| Taboão Magnus \| \| Fútbol playa \| \| \| \| Copa Libertadores de Fútbol Playa \| Edición 2019 \| Vasco da Gama \| Actualizado a la consecución de algún título a 12 de agosto de 2020. |                |                        |
| Torneo | Última edición | Campeón vigente        |
| Competiciones absolutas de clubes |                |                        |
| Copa Libertadores | Edición 2021   | Palmeiras              |
| Copa Sudamericana | Edición 2021   | Athletico Paranaense   |
| Recopa Sudamericana | Edición 2022   | Palmeiras              |
| Liga de Campeones de la Concacaf | Edición 2022   | Seattle Sounders       |
| Liga Concacaf | Edición 2021   | Comunicaciones         |
| Campeonato de Clubes de la CFU | Edición 2022   | Violette               |
| CONCACAF Caribbean Club Shield | Edición 2022   | Bayamón                |
| Campeones Cup | 2021           | Columbus Crew          |
| Leagues Cup | 2023           | Inter Miami            |
| Copa Conmebol Libertadores Femenina | Edición 2021   | Corinthians            |
| Competiciones absolutas de clubes organizadas con otras confederaciones |                |                        |
| Copa Suruga Bank | Edición 2019   | Athletico Paranaense   |
| Competiciones juveniles de clubes |                |                        |
| Copa Libertadores Sub-20 | Edición 2022   | Peñarol                |
| Liga de Desarrollo Masculino Sub-13 | Edición 2018   | Internacional          |
| Liga de Desarrollo Femenino Sub-14 | Edición 2018   | Selección de Santander |
| Liga de Desarrollo Femenino Sub-16 | Edición 2018   | São Paulo              |
| Fútbol sala |                |                        |
| Copa Libertadores de fútbol sala | Edición 2021   | San Lorenzo de Almagro |
| Copa Libertadores de Futsal Femenino | Edición 2022   | Taboão Magnus          |
| Fútbol playa |                |                        |
| Copa Libertadores de Fútbol Playa | Edición 2019   | Vasco da Gama          |

 Internacional y  River Plate comparten el récord de haber ganado las cuatro competiciones absolutas masculinas de clubes actuales.

### Torneos de clubes organizados extintos
| Torneo absoluto     | Ediciones | Último campeón | Más campeonatos   |
| ------------------- | --------- | -------------- | ----------------- |
| Copa Interamericana | 18        | D.C. United    | Independiente (3) |

## Selecciones participantes en la Copa Mundial de Fútbol
Actualizado hasta la última Copa Mundial de Fútbol de 2022.
En Negrita están las veces que fueron campeones.
En Cursiva están las veces que fueron anfitriones.
| País              | Part. | Mundiales |
| ----------------- | ----- | --- |
| Brasil            | 22    | 1930, 1934, 1938, 1950, 1954, 1958, 1962, 1966, 1970, 1974, 1978, 1982, 1986, 1990, 1994, 1998, 2002, 2006, 2010, 2014, 2018 y 2022. |
| Argentina         | 18    | 1930, 1934, 1958, 1962, 1966, 1974, 1978, 1982, 1986, 1990, 1994, 1998, 2002, 2006, 2010, 2014, 2018 y 2022.                         |
| México            | 17    | 1930, 1950, 1954, 1958, 1962, 1966, 1970, 1978, 1986, 1994, 1998, 2002, 2006, 2010, 2014, 2018 y 2022.                               |
| Uruguay           | 14    | 1930, 1950, 1954, 1962, 1966, 1970, 1974, 1986, 1990, 2002, 2010, 2014, 2018 y 2022.                                                 |
| Estados Unidos    | 11    | 1930, 1934, 1950, 1990, 1994, 1998, 2002, 2006, 2010, 2014 y 2022.                                                                   |
| Chile             | 9     | 1930, 1950, 1962, 1966, 1974, 1982, 1998, 2010 y 2014.                                                                               |
| Paraguay          | 8     | 1930, 1950, 1958, 1986, 1998, 2002, 2006 y 2010.                                                                                     |
| Colombia          | 6     | 1962, 1990, 1994, 1998, 2014 y 2018.                                                                                                 |
| Costa Rica        | 6     | 1990, 2002, 2006, 2014, 2018 y 2022.                                                                                                 |
| Perú              | 5     | 1930, 1970, 1978, 1982 y 2018. |
| Ecuador           | 4     | 2002, 2006, 2014 y 2022. |
| Bolivia           | 3     | 1930, 1950 y 1994. |
| Honduras          | 3     | 1982, 2010 y 2014. |
| El Salvador       | 2     | 1970, y 1982. |
| Canadá            | 2     | 1986 y 2022. |
| Cuba              | 1     | 1938. |
| Haití             | 1     | 1974. |
| Jamaica           | 1     | 1998. |
| Trinidad y Tobago | 1     | 2006. |
| Panamá            | 1     | 2018. |

 Brasil tiene el récord internacional de haber participado en todas las ediciones de la Copa Mundial de Fútbol.

## Tabla estadística de la Copa Mundial de Fútbol
Notas: Sistema de puntuación actual de 3 puntos por victoria.

Última actualización: 18 de diciembre de 2022.
| Pos.    | Selección         | TJ | Pts. | PJ  | PG | PE | PP | GF  | GC  | Dif. | Títulos | Rend.  |
| ------- | ----------------- | -- | ---- | --- | -- | -- | -- | --- | --- | ---- | ------- | ------ |
| 1       | Brasil            | 22 | 247  | 114 | 76 | 19 | 19 | 237 | 108 | +129 | 5       | 72,32% |
| 3 (2)   | Argentina         | 18 | 158  | 88  | 47 | 17 | 24 | 152 | 101 | +51  | 3       | 59,84% |
| 9 (3)   | Uruguay           | 14 | 88   | 59  | 25 | 13 | 21 | 89  | 76  | +13  | 2       | 49,71% |
| 13 (4)  | México            | 17 | 66   | 60  | 17 | 15 | 28 | 62  | 101 | -39  | -       | 36,66% |
| 22 (5)  | Chile             | 9  | 40   | 33  | 11 | 7  | 15 | 40  | 49  | -9   | -       | 40%    |
| 23 (6)  | Estados Unidos    | 11 | 35   | 37  | 9  | 8  | 20 | 40  | 66  | -26  | -       | 31,53% |
| 25 (7)  | Paraguay          | 8  | 31   | 27  | 7  | 10 | 10 | 30  | 38  | -8   | -       | 38%    |
| 27 (8)  | Colombia          | 6  | 30   | 22  | 9  | 3  | 10 | 32  | 30  | +2   | -       | 45,45% |
| 30 (9)  | Costa Rica        | 6  | 23   | 21  | 6  | 5  | 10 | 22  | 39  | -17  | -       | 36,50% |
| 37 (10) | Perú              | 5  | 18   | 18  | 5  | 3  | 10 | 21  | 33  | -12  | -       | 33%    |
| 38 (11) | Ecuador           | 4  | 17   | 13  | 5  | 2  | 6  | 14  | 14  | 0    | -       | 43,58% |
| 57 (12) | Cuba              | 1  | 4    | 3   | 1  | 1  | 1  | 5   | 12  | -7   | -       | 44%    |
| 60 (13) | Jamaica           | 1  | 3    | 3   | 1  | 0  | 2  | 3   | 9   | -6   | -       | 33%    |
| 62 (14) | Honduras          | 3  | 3    | 9   | 0  | 3  | 6  | 3   | 14  | -11  | -       | 11%    |
| 68 (15) | Trinidad y Tobago | 1  | 1    | 3   | 0  | 1  | 2  | 0   | 4   | -4   | -       | 11%    |
| 69 (16) | Bolivia           | 3  | 1    | 6   | 0  | 1  | 5  | 1   | 20  | -19  | -       | 6%     |
| 74 (17) | Panamá            | 1  | 0    | 3   | 0  | 0  | 3  | 2   | 11  | -9   | -       | 0%     |
| 76 (18) | Canadá            | 2  | 0    | 6   | 0  | 0  | 6  | 2   | 12  | -10  | -       | 0%     |
| 78 (19) | Haití             | 1  | 0    | 3   | 0  | 0  | 3  | 2   | 14  | -12  | -       | 0%     |
| 80 (20) | El Salvador       | 2  | 0    | 6   | 0  | 0  | 6  | 1   | 22  | -21  | -       | 0%     |

## Ligas nacionales
Hay torneos con dos campeones por temporada.
| Liga                                      | Campeón vigente                               | Temporada más reciente |
| ----------------------------------------- | --------------------------------------------- | ---------------------- |
| Canadian Premier League                   | Por definir                                   | 2021                   |
| Major League Soccer                       | Por definir                                   | 2021                   |
| Liga MX                                   | Por definir (Apertura) No iniciado (Clausura) | 2021-22                |
| RFG Insurance League                      | Por definir (Fall) Por definir (Spring)       | 2021-22                |
| Liga Nacional                             | Por definir (Apertura) No Iniciado (Clausura) | 2021-22                |
| Liga Nacional                             | Por definir (Apertura) No iniciado (Clausura) | 2021-22                |
| Primera División                          | Por definir (Invierno) No iniciado (Verano)   | 2021-22                |
| Primera División                          | Por definir (Apertura) No iniciado (Clausura) | 2021-22                |
| Primera División                          | Por definir (Apertura) No iniciado (Clausura) | 2021-22                |
| Liga Panameña de Fútbol                   | Por definir (Apertura) No iniciado (Clausura) | 2021-22                |
| AFA Senior Male League                    | Kicks United FC                               | 2017-18                |
| Premier Division                          | Hoppers                                       | 2017-18                |
| Division di Honor                         | SV Dakota                                     | 2017-18                |
| BFA Senior League                         | UB Mingoes FC                                 | 2017-18                |
| Premier League                            | Weymouth Wales                                | 2018                   |
| Premier Division                          | PHC Zebras                                    | 2017-18                |
| Kampionato                                | Real Rincon                                   | 2017-18                |
| Campeonato Nacional                       | FC Santiago de Cuba                           | 2018                   |
| Promé Divishon                            | CRKSV Jong Holland                            | 2018                   |
| Premier League                            | Abandonado                                    | 2017-18                |
| Premier Division                          | Hurricane                                     | 2017                   |
| Division d`Honneur                        | CS Moulien                                    | 2017-18                |
| Championnat National                      | ASC Le Geldar                                 | 2017-18                |
| GFF Elite League                          | GDF                                           | 2017-18                |
| Championnat National D1                   | AS Capoise (Ouverture) AS Capoise (Clôture)   | 2017-18                |
| Cayman Islands League                     | Scholars International                        | 2017-18                |
| Provo Premier League                      | Academy                                       | 2018                   |
| BVIFA Tournament                          | One Love United                               | 2018                   |
| U.S. Virgin Islands Championship          | Raymix                                        | 2016-17                |
| National Premier League                   | Portmore United                               | 2017-18                |
| Division d'Honneur                        | Club Franciscain                              | 2017-18                |
| Montserrat Championship                   | RMPF                                          | 2016                   |
| Liga Nacional de Fútbol                   | GPS Puerto Rico                               | 2017                   |
| Liga dominicana de futbol                 | Cibao FC                                      | 2018                   |
| Ligue de Saint-Martin                     | ASC St. Louis Stars                           | 2017                   |
| Super League                              | Village Superstars                            | 2017-18                |
| Premier Division                          | Avenues United FC                             | 2017-18                |
| Gold Division                             | Platinum FC                                   | 2018                   |
| Division Excellence                       | Reggae Lions                                  | 2016-17                |
| SVB-Hoofdklasse                           | Inter Moengotapoe                             | 2018-19                |
| TT Pro League                             | North East Stars FC                           | 2018                   |
| Primera División                          | River Plate                                   | 2022                   |
| División Profesional del Fútbol Boliviano | Bolívar                                       | Apertura 2022          |
| Brasileirão                               | Atlético Mineiro                              | 2022                   |
| Primera División                          | Colo-Colo                                     | 2022                   |
| Primera A                                 | Atlético Nacional                             | Apertura 2022          |
| Serie A                                   | Independiente del Valle                       | 2022                   |
| Primera División                          | Libertad                                      | Apertura 2022          |
| Primera División                          | Alianza Lima                                  | Liga 1 2022            |
| Campeonato Uruguayo                       | Peñarol                                       | 2022                   |
| Primera División                          | Deportivo Táchira                             | 2022                   |